# 타히티어 위키백과

타히티어 위키백과는 타히티어로 운영되는 위키백과 언어판이다. 2005년에 시작되었다. 기호는 ty이다.